# 埃皮西
埃皮西（法語：Épisy，法語發音：[epizi] ⓘ）是法国塞纳-马恩省的一个旧市镇，属于枫丹白露区。2016年1月1日，埃皮西与2个临近市镇合并为新市镇莫雷-卢万和奥尔瓦讷（Moret-Loing-et-Orvanne）。

## 地理
埃皮西（48°20'3"N, 2°47'10"E）面积7.41 平方千米，位于法国法蘭西島大區塞纳-马恩省，该省份为法国北部内陆省份，北起瓦兹省，西接埃松省、马恩河谷省、塞纳-圣但尼省和瓦兹河谷省，南至卢瓦雷省，东南接约讷省，东临马恩省和奥布省，东北接埃纳省。
与埃皮西接壤的市镇（或旧市镇、城区）包括：维勒塞尔、维勒梅尔、拉热讷夫赖、卢万河畔蒙蒂尼、埃屈埃勒、卢万河畔莫雷、莫雷-卢万和奥尔瓦讷。

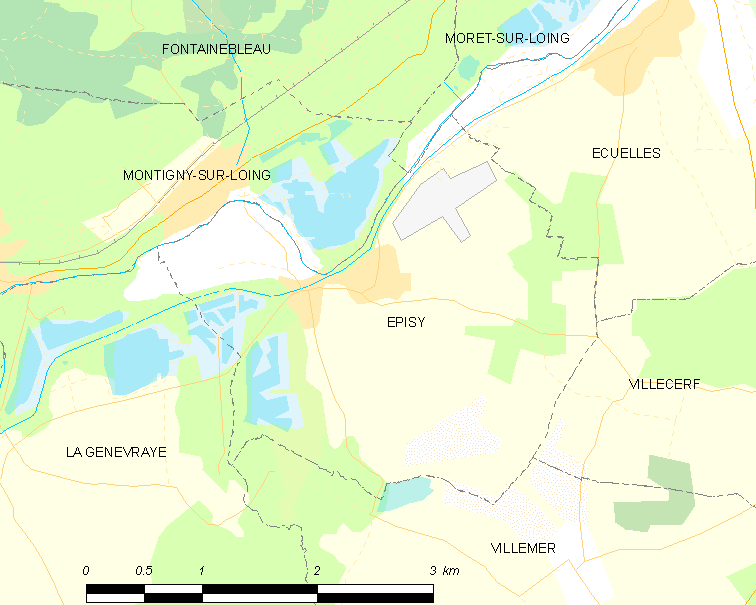
埃皮西的OSM定位图

埃皮西的时区为UTC+01:00、UTC+02:00（夏令时）。

## 行政
埃皮西的邮政编码为77250，INSEE市镇编码为77170。

## 政治
埃皮西所属的省级选区为蒙特罗福约讷县。

## 人口

1962-2008年间埃皮西人口变化图示

埃皮西于2018年1月1日时的人口数量为607人。